# Математика оригами
Искусство складывания из бумаги, или оригами, насчитывает уже несколько сотен лет. В последние десятилетия в данном виде искусства стали использоваться достижения математики. Подобные исследования занимаются вопросами различных геометрических построений и во многом похожи на соответствующий раздел математики — построения с помощью циркуля и линейки. Помимо этого, математика оригами решает вопрос о возможности плоского складывания, а также вопрос о возможности твердого складывания какой-либо модели. Данные работы, кроме чисто академического интереса для математиков имеют и практическую ценность как для оригамистов, так и для инженеров.

## Геометрические построения
Согласно классическому оригами, объектом складывания является неразмеченный квадратный лист бумаги, без разрезов.
С точки зрения математики оригами, целью оригамиста является точное определение местоположения одной или более точек листа, задающих складки, необходимые для формирования окончательного объекта. Процесс складывания подразумевает выполнение последовательности точно определенных действий по следующим правилам:
- Линия определяется либо краем листа, либо линией сгиба бумаги.
- Точки определяются пересечениями линий.
- Все складки определяются единственным образом путём совмещения различных элементов листа — линий или точек.
- Сгиб формируется единственной складкой, причем в результате складывания фигура остается плоской.

Последний пункт сильно ограничивает возможности складывания, разрешая только одну складку за раз. На практике даже простейшие модели оригами подразумевают создание нескольких складок за одно действие.

## Приближённые построения
С практической точки зрения, приближённые построения представляют ничуть не меньший интерес, чем математически строгие. В большинстве реальных приложений, ошибки в расстояниях менее 0,5 % стороны квадрата редко имеют значение. К тому же, важным критерием того или иного метода построения является его ранг — количество складок, необходимых для того, чтобы отложить заданную пропорцию. Желательно также по возможности оставить внутреннюю область квадрата не мятой, создав лишь небольшие метки по краям листа.

## Плоское складывание
Marshall Bern и Barry Hayes доказали, что складывание схемы складок в плоскую фигуру является NP-полной задачей.

## Жёсткое оригами
Проблема жёсткого оригами, рассматривающее складки как петли, соединяющие две плоские, абсолютно твёрдые поверхности, подобные жестяным, чрезвычайно важна практически. Например, Миура-ори — схема жёсткого складывания, которая использовалась для развёртывания больших установок солнечных батарей на космических спутниках.